# Juli Fonollosa i Obiol
Juli Fonollosa Obiol (1931 - 1995) fou un cineasta amateur català, fill de Franciso Fonollosa Prieto i de Dolors Obiol Salom.

## Biografia
Fill de Francisco Fonollosa Prieto (17 de desembre de 1894) i de Dolors Obiol Salom (Vinaròs, 1908), va tenir cinc germans, dels quals dos eren només per part de mare.
Un cop superada la Guerra Civil en un internat d'Alella, realitzà els seus estudis de primària a l'escola que l'empresa Rivière SA (dedicada a la fabricació de derivats del filferro) tenia pels fills dels seus empleats, i acabats els estudis s'incorporà a la mateixa empresa, a l'hora que va començar la seva afició per la fotografia i el cinema.
Des de l'inici, va centrar la temàtica de les seves creacions en protagonistes infantils, retratant la infància difícil a la ciutat de Barcelona.
Creà un club de cinema amateur, el Club C7, des d'on va participar durant bastants anys al Certamen Internacional de Cine y TV Infantil de Gijón.
Posteriorment, el 1970 començà a treballar com a professor de l'Escola de Mitjans Audiovisuals de Barcelona (EMAV), sota la direcció de Estruch.
El 1974 va rebre un premi en el Concurso Nacional de Cine Amateur, per Los desheredados.
El 1988, va formar part de les candidatures a les Eleccions al Parlament de Catalunya, circumscripció de Barcelona, en el partit Aliança per la República.
El 1990 va publicar, amb il·lustracions del seu germà Francesc Fonollosa, el llibre El muntatge cinematogràfic.

## Fons
El fons de Juli Fonollosa i Obiol és el testimoni de tota una vida dedicada a la seva gran afició: el cinema. Va ser adquirit quatre anys després de la seva mort per la Filmoteca de Catalunya l'any 1999. Els documents són de caràcter personal i professional.